# L'assassino ha lasciato la firma (film)
L'assassino ha lasciato la firma (Cop Hater) è un film statunitense del 1958 diretto da William Berke.
Esso è basato sul romanzo omonimo scritto da Ed McBain e pubblicato nel 1956 per la serie 87º Distretto.

## Trama
I detective Carelli e Maguire dell'87º Distretto di New York, indagano su una serie di omicidi di poliziotti apparentemente casuali.